# 戎之町東
戎之町東（えびすのちょうひがし）は、大阪府堺市堺区にある地名。2024年現在の行政地名は戎之町東一丁から戎之町東五丁。住居表示は実施済。

## 地理
堺区の中央部に位置する。南東は南花田口町・北瓦町、南西は熊野町東、北西は戎之町西、北東は櫛屋町東に接する。南西から順に一丁から五丁がある。

## 歴史

### 沿革
はじめ1 - 6丁、1959年（昭和34年）から、1 - 5丁がある。
- 1872年（明治5年）、天神東片原町・骨屋町・中島町・水落町・戎寺町・戎農人町・新樽屋町と南御坊前町の一部より、戎之町東成立。堺町のうち。
- 1879年（明治12年）、郡区町村編制法施行により、堺区の所属となる。
- 1889年（明治22年）、市制施行により、堺市の所属となる。
- 1959年（昭和34年）、一部を櫛屋町東1 - 4丁に編入し、同時に戎之町の一部を編入[6]。
- 2006年（平成18年）、堺市が政令指定都市に移行し、行政区を設置。戎之町東は堺区の所属となる。

## 世帯数と人口
2024年（令和6年）9月30日現在の世帯数と人口は以下の通りである。
| 丁           | 世帯数  | 人口    |
| ------------ | ------- | ------- |
| 戎之町東一丁 | 168世帯 | 223人   |
| 戎之町東二丁 | 145世帯 | 176人   |
| 戎之町東三丁 | 160世帯 | 268人   |
| 戎之町東四丁 | 94世帯  | 179人   |
| 戎之町東五丁 | 131世帯 | 250人   |
| 計           | 698世帯 | 1,096人 |

### 人口の変遷
| 1995年（平成7年）  | 1,226人 | [ 7 ]  |  |
| 2000年（平成12年） | 1,074人 | [ 8 ]  |  |
| 2005年（平成17年） | 941人   | [ 9 ]  |  |
| 2010年（平成22年） | 969人   | [ 10 ] |  |
| 2015年（平成27年） | 975人   | [ 11 ] |  |
| 2020年（令和2年）  | 1,135人 | [ 12 ] |  |

### 世帯数の変遷
| 1995年（平成7年）  | 522世帯 | [ 7 ]  |  |
| 2000年（平成12年） | 505世帯 | [ 8 ]  |  |
| 2005年（平成17年） | 476世帯 | [ 9 ]  |  |
| 2010年（平成22年） | 520世帯 | [ 10 ] |  |
| 2015年（平成27年） | 552世帯 | [ 11 ] |  |
| 2020年（令和2年）  | 683世帯 | [ 12 ] |  |

## 学区
市立小・中学校に通う場合、学区は以下の通りとなる。
| 丁           | 番   | 小学校           | 中学校             |
| ------------ | ---- | ---------------- | ------------------ |
| 戎之町東一丁 | 全域 | 堺市立熊野小学校 | 堺市立殿馬場中学校 |
| 戎之町東二丁 | 全域 | 堺市立熊野小学校 | 堺市立殿馬場中学校 |
| 戎之町東三丁 | 全域 | 堺市立熊野小学校 | 堺市立殿馬場中学校 |
| 戎之町東四丁 | 全域 | 堺市立熊野小学校 | 堺市立殿馬場中学校 |
| 戎之町東五丁 | 全域 | 堺市立熊野小学校 | 堺市立殿馬場中学校 |

## 事業所
2021年（令和3年）現在の経済センサス調査による事業所数と従業員数は以下の通りである。
| 丁           | 事業所数 | 従業員数 |
| ------------ | -------- | -------- |
| 戎之町東一丁 | 20事業所 | 75人     |
| 戎之町東二丁 | 10事業所 | 42人     |
| 戎之町東三丁 | 25事業所 | 147人    |
| 戎之町東四丁 | 5事業所  | 15人     |
| 戎之町東五丁 | 15事業所 | 38人     |
| 計           | 75事業所 | 317人    |

## 交通

### バス
- 南海バス[15]
- 23・25・25C・52・81・81L系統：瓦町公園前

### 道路
- 大道筋（堺市道大道筋）

## 施設
- 菅原神社
- 薬祖神社
- 大心寺
- 念勝寺
- 西福寺
- 西然寺
- 土居川公園

## 郵便
- 郵便番号：590-0945[3]（集配局：堺郵便局[16]）。

## ギャラリー

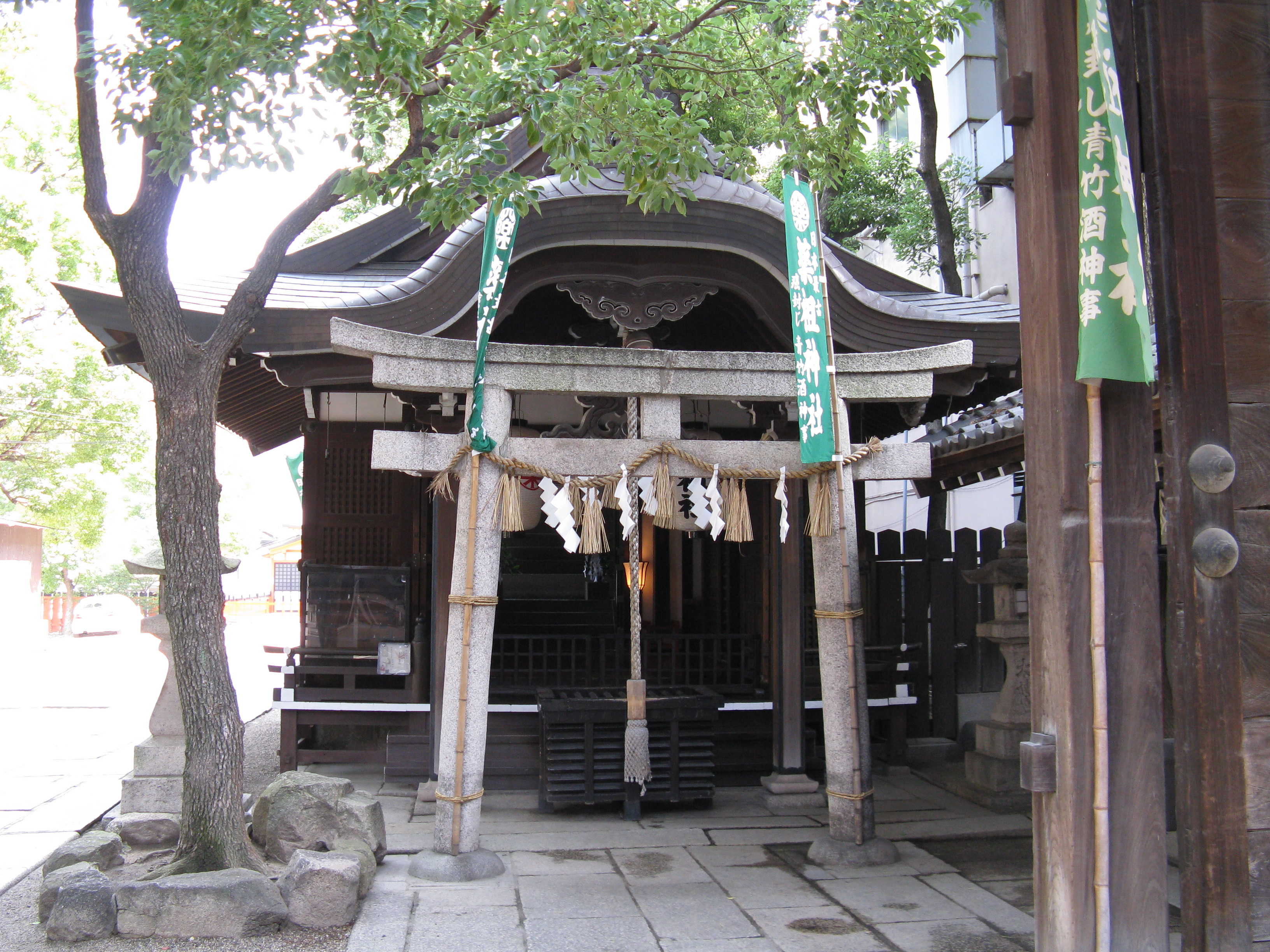
薬祖神社